# سهيل محمد حمود
سهيل محمد حمود ويُعرف أيضًا باسمِ أبو التاو هو ثائر سوري وأحد المقاتلين في الجيش الحُر. اشتهرَ سُهيل بمهاراته في استعمالِ الصاروخ المضاد للدبابات بي جي إم-71 تاو (ويُعرف اختصارًا بالتاو) وذلك خلال أحداث الثورة السورية على النظام.

## المسيرة العسكريّة
قُبيل اندلاع الثورة السورية في آذار/مارس 2011؛ كان سهيل محمّد محمود يخدمُ في القوات البرية العربية السورية قبل أن ينشقَّ عنها مع بداية الانتفاضة مُنضمًا بذلك للمنادين بإسقاط النظام السوري بقيادة بشار الأسد. حينما تحوّلت الاحتجاجات الشعبيّة لاشتباكاتٍ مُسلّحة؛ انضمَّ سهيل للجيش السوري الحر فانخرطَ في الحروب التي خاضها بما في ذلك اشتباكات محافظة إدلب ما بين حزيران/يونيو 2012 حتى نيسان/أبريل 2013 فضلًا عن المعارك مع النظام في جبل الزاوية في نفس الفترة.
في مقابلةٍ له مع المونيتور في عام 2016؛ قال سهيل: «لقد تدرَّبتُ في الجيش السوري على استخدام صواريخ الماليوتكا الروسية وصواريخ اتش ج -8 المضادة للدروع والتي لا تختلفُ كثيرًا عن صواريخ التاو ولكنها لا تتمتع بنفس الدقة وهو ما مكّنني من اكتسابِ خبرةٍ في التعامل مع جميع الصواريخ المضادة للدروع بغض النظر عن نقاط القوة أو الضعف»، وفي معرض ردّه عن نجاحه في استهداف الدبابات والآليات العسكريّة التي تتبعُ النظام قال سهيل: «لقد دمَّرتُ حوالي 70 هدفًا منها 57 آلة دُمِّرت من خلال صواريخ التاو و11 آلية من خلال صواريخ الماليوتكا وشملت هذه الأهداف عددًا من الطائرات والدبابات والعربات المدرعة وناقلات الجنود المدرعة بالإضافة إلى مدافعِ الدوشكا.»
قَبل انضمامه إلى فيلق الشام؛ كان سهيل مقاتلًا في حركة حزم كما كان مقاتلًا لدى عددٍ من الفصائل الثوريّة بما في ذلك تجمع القوة 21 و‌الفرقة الأولى الساحلية و‌الفرقة الثالثة عشرة والتي كانت تُشكّل الجيش السوري الحر المُشكّل بدوره من قِبل منشقّين عن النظام. حينما كان عضوًا في حركة حزم، خاض سهيل معارك عنيفة ضد جبهة النصرة التابعة لتنظيم القاعدة بين عامي 2014 و2015.

## الاعتقال
عُرف عن سهيل محمد حمود عداوته لجبهة النصرة وهو ما أكّده صديقه أحمد بركات في تصريحٍ لصيحفة ذا ديلي بيست حيثُ قال: «كان سهيل معروفًا منذ البداية بكراهيته لجبهة النصرة التي لم تستطع اعتقاله أو حتى اغتياله بسبب شعبيته وتأثيره الكبير في ساحة المعركة ... كان يدبُّ الرعب في قلب عناصر النظام حينما يعلمون أن أبو التاو سيُشارك في المعركة.»
التقطَ سهيل في نيسان/أبريل 2017 صورةً له وهو يُدخّن أمام لافتةٍ وضعتها هيئة تحرير الشام (جبهة النصرة سابقًا) وعليها عبارة «التدخين حرام»، كما التقطَ صورةً أخرى له وفيها يضعُ شريطًا لاصقًا على فمه أمام لافتةٍ للهيئة تقولُ «لا للهدنة لأنها فتنة». بعد ذلك بعدّة أيامٍ؛ وبينما كان يقودُ سيارته في قرية إحسم أُلقي القبض على سهيل من قبل عناصر يتبعون لهيئة تحرير الشام واقتيد لمحكمةٍ تتبعُ الهيئة حيثُ اتُهم «بالسخرية من الدين» فحُكم عليه بالسجن على الرغم من توسّط عناصر من فيلق الشام لإطلاق سراحه.
قدَّم قادةُ عدة مجموعات تابعة للجيش السوري الحر التماسًا خاصًا لإطلاقِ سراح سهيل؛ قبل أن يُفرج عليه رسميًا في الثالث عشر من أيّار/مايو 2017. غابَ سهيل عن ساحات المعارك منذ الإفراج عنه قبل أن يعودُ في العاشر من شباط/فبراير 2020 لمحافظةِ إدلب وذلك للمشاركة في العمليات العسكرية ضد النظام السوري وحليفيه الروسي والإيراني.